# 공동체라디오태백FM
공동체라디오태백FM은 대한민국의 공동체라디오 강원특별자치도 태백시 중심으로 라디오방송을 송출하고 있다.